# 边界战役

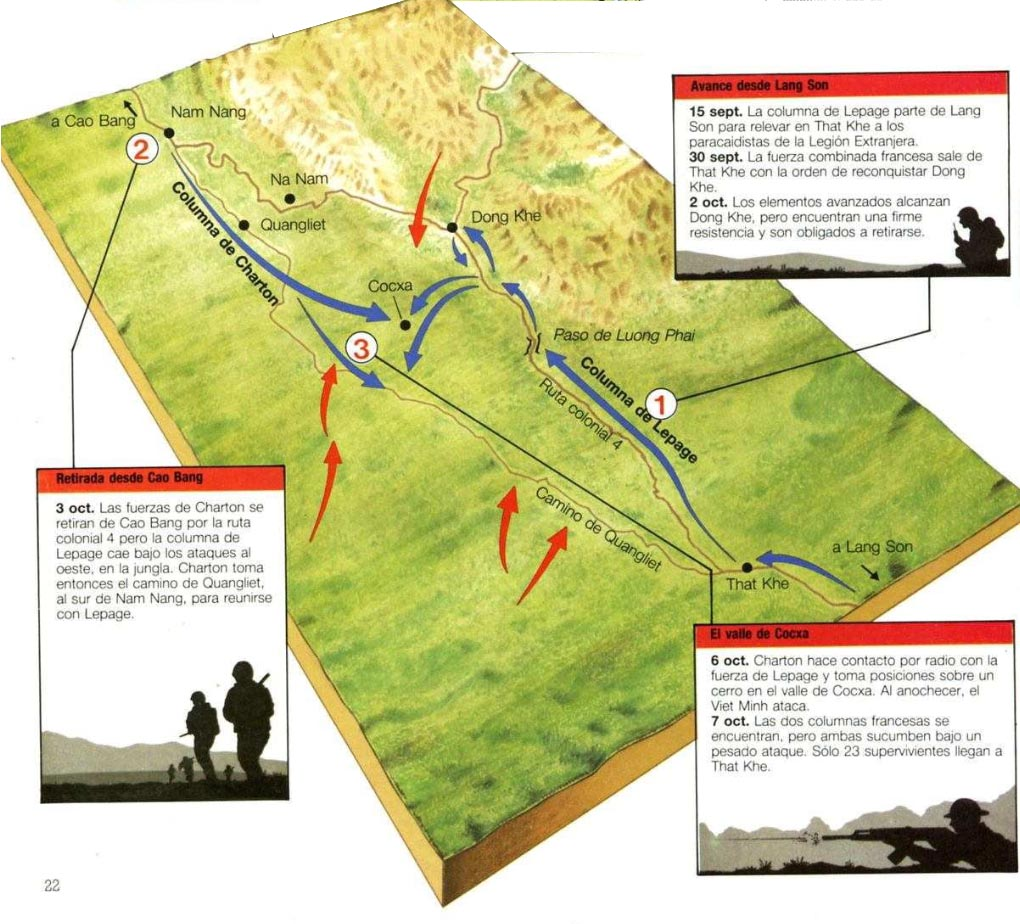
边界战役示意图

边界战役，西方国家称4号公路战役，是第一次印度支那战争中1950年9月16日至10月14日在中越国境附近的一场较大规模进攻战役，发生于谅山市通向高平市的4号公路沿途。越南独立同盟会发动此战役目的是打通越北解放区与中华人民共和国之间的交通补给线。中华人民共和国政府派遣陈赓、韦国清率领援越军事顾问团帮助越盟组织、指挥该战役。

## 背景与战前部署
1948年初到1950年中，越盟在全国开展了约20个小战役，消灭了法军部分有生力量，扩大了解放区，推动了游击战争。但是，在战局和战力上，仍未取得优势地位。1950年，越军建立了一些机动能力强的主力部队（团和大团）。为在越北根据地打破法军包围圈，夺取战略主动权，争取国际援助，1950年旱季在西北地区发起“第一黎鸿峰战役”，但未达到目的。1950年7月7日党中央和总司令部决定把战略进攻方向从西北转移到东北，发动“第二黎鸿峰战役”，即边界战役。
法军在东北边界地区部署了比西北地区多两倍的兵力火力，主要集中在四号公路上以建成“坚固防御地区”，封锁中越国界的渗透、交通，使越北解放区的粮食、财政、装备都极为困难。法军在七溪至高平长近100公里的四号公路上驻扎近11个营、9个步兵连、4个机械化连、4个工兵连、近30门大炮、8架飞机。但法军的突出弱点是把在亚热带山林险阻地区一字长蛇阵，各要点相距较远、态势孤立，遭到攻击时难以救援。为此，越军把战略进攻方向从西北地区转移到东北地区，从游击战、运动战转变成大规模集中作战、“攻城打援”。另外，高平和东溪附近有四条道路通往中国，战役物资保障非常顺利。
越南党中央组织了战役指挥机关，胡志明主席直接参与战役谋划，指导和鼓励部队战斗：
- 战役司令兼战役政委、党委书记：总司令武元甲大将
- 战役参谋长：总参谋长黄文泰少将
- 战役政治主任：总政副主任黎廉
- 供给总局主任（今总后勤局）陈登宁负责民工与战役物资供给。

参战部队有：
- 主力部队：308大团、209团和174团、4个山炮连、5个工兵连。
- 三个越北联区主力营
- 高平、谅山两省武装力量。

越军战役指挥部起初打算先攻击高平，然后乘胜攻击东溪、七溪。但经实地研究和侦察后，认识到高平市有坚固据点群，初战不能确保取胜或能取胜但伤亡大影响到部队士气。另一方面，如攻击高平，法军出援的可能性不大，难以通过打援歼灭敌军有生力量、改变东北地区战局。东溪是法军守备系统较为疏漏薄弱地区，失去东溪就等于法军在四号公路上的一字长蛇防线被拦腰切断，高平守军将陷于孤立无援境地，迫使谅山法军必须增援东溪，是运动战歼灭脱离工事的法军的良机。 

## 作战经过
越军战役指挥部决定东溪进攻战斗投入比守军多九倍的兵力和火力：2个团、2个营、13门山炮和无后坐力炮对法军2个连、2个排和2门炮。派骨干直接指挥该战斗：总参谋长黄文泰任指挥员、总政副主任黎廉任政委，209团团长黎仲迅任副指挥员。仅经过两天战斗，即控制了东溪地区。
东溪初战后，法军空运增援高平，并部署疑兵示形攻击太原的越北解放区，诱使越盟分兵。并从七溪出动了由Le Page指挥的机动兵团企图重新占领东溪并迎接由Sactong指挥的从高平撤出的兵团。越军决心不让法军两个兵团会师，集中兵力和火力先歼灭Le Page兵团，钳制、消耗然后消灭Sactong兵团。经五个昼夜决战，308大团在谷舍、305大团与209团一部分兵力配合在477高地，分别全歼le Page和Sactong指挥的2个兵团。

## 结果与战后影响
越盟此战共歼灭法军4,800人，粉碎了法军的Revers计划，打破了包围圈，占领了高平、谅山、太原、老街、和平等市镇，巩固并扩大了越北根据地，打通了中越边境交通线，掌握了北部战场主动权。1950年边界战役后，法軍換上了名將讓·德·拉特爾·德·塔西尼為指揮官，多次擊敗武元甲率領的越軍，直到塔西尼因癌症被迫回國後，越軍才緩過頭來重新反击。至到1954年奠邊府戰役爆发，法军被彻底击败，最终退出了东南亚。